# Idriz Seferi
Idriz Seferi, född den 14 mars 1847 i Preševo i Osmanska riket, död den 25 mars 1927, var en albansk politiker och upprorsledare. Han var en av ledarna för den albanska revolten 1910 i Albanien och Kosovo.